# Rugby Québec
 Rugby Québec  ou fédération de rugby à XV du Québec, est une fédération  de rugby à XV canadienne. 
Elle administre la pratique du rugby à XV au Québec, province du Canada. La Super Ligue - Elite représente le niveau le plus élevé du rugby au Québec, suivie par la Super Ligue Réserve - Espoir, la Division 1 - Relève, la Division 1 Réserve - Espoir, la Division 2 - Relève, la Division 2 Réserve - Espoir, la Division 3 - Développement et la Division 4 - Participatif.

## Histoire[2]
Dans les années 1920 et 1930, de nombreux clubs commencent à faire la transition vers le professionnalisme ou le semi-professionnalisme. L'année 1931 marque la séparation du rugby d'avec le football au Canada après plusieurs décennies d'évolution sous l'influence du football américain, jeu dérivé aussi du rugby.
De 1945 à 1960, le sport connaît une nette éclosion à travers tout le pays grâce à l'arrivée d'immigrants anglo-saxons. C'est à cette époque que remonte la création de clubs au Québec tels que les Montréal Barbarians (1953), le Town of Mount Royal RFC (1954) ou encore le Montréal Irish RFC (1957). Une deuxième vague suivra dans les années 70 et 80 avec les Ormstown Saracens (1972) ou bien le Beaconsfield RFC (1982).
L'année 1983 marque la création du Parc Olympique Rugby, 1er club de rugby francophone en Amérique du Nord. D'autres suivront : le Rugby Olympique Club de Québec (1988), les Nomades de Laval (1990) ou les Braves de Trois-Rivières (1993). 
Note:  Dans les années 70 il y a eu des clubs de rugby francophone à Tracy et Granby. Tracy a même remporté quelques championnats de la ligue intermédiaire du Québec (Division 2).   Il y a même eu une équipe Francophone à Montréal qui s'appelait l'Amical Rugby Club de Montréal (Année 60 ou 70).
On assiste alors à un phénomène de dédoublement de certains clubs, lié à une plus grande popularité du rugby et au développement de la discipline en milieu scolaire. Ainsi Parc Olympique Rugby donnera-t-il naissance au Rugby Club de Montréal ((1994) qui lui-même fera naître le XV de Montréal (2010). On notera également la création en 2001 du Club Régional de Rugby de Québec. Cette équipe, les Voyageurs, regroupe les meilleurs joueurs des clubs de la région et représente la province dans le Canadian Rugby Championship réservé aux U19.

## Liste des clubs masculins

### Super Ligue - Elite
| - Ottawa Scottish (Barrhaven Scottish RFC) - Date de création : - Ville : Ottawa - Club de Rugby de Québec (CRQ) - Date de création : 2005 - Ville : Québec - Montréal Irish RFC (MIRFC) - Date de création : 1957 - Ville : Sainte-Julie - Abénakis de Sherbrooke - Date de création : 1998 - Ville : Sherbrooke | - Ottawa Indians RFC - Date de création : 1962 - Ville : Kanata - Ste-Anne-de-Bellevue RFC (SABRFC) - Date de création : 1964 - Ville : Sainte-Anne-de-Bellevue - Montréal Wanderers RC - Date de création : 1957 - Ville : Verdun |

### Division 1 - Relève
| - Beaconsfield Rugby Football Club - Date de création : 1982 - Ville : Beaconsfield - Bytown Blues - Date de création : 1971 - Ville : Ottawa - Ottawa Irish Rugby Club (OIRC) - Date de création : 1963 - Ville : Ottawa | - Ormstown Saracens - Date de création : 1972 - Ville : Ormstown - Parc Olympique Rugby - Date de création : 1983 - Ville : Montréal - Rugby Club Montréal - Date de création : 1995 - Ville : Montréal |

### Division 2 - Relève
| - T.M.R. Rugby Football Club - Date de création : 1955 - Ville : Mont-Royal - Ottawa Beavers - Date de création : 1951 - Ville : Ottawa - XV de Montréal - Date de création : 2009 - Ville : Montréal | - Wesmount Rugby Club - Date de création : 1876 - Ville : Westmount - Brome Lake Rugby Club - Date de création : 1985 - Ville : Lac-Brome - Saint-Lambert Rugby Club - Date de création : 1984 - Ville : Saint-Lambert |

## Palmarès de la Super Ligue - Elite
| Saison | Vainqueur                | Score       | Finaliste                |
| ------ | ------------------------ | ----------- | ------------------------ |
| ...    | -                        | -           | -                        |
| 2010   | Montréal Irish RFC       | -           | -                        |
| 2011   | Montréal Irish RFC       | -           | -                        |
| 2012   | Ste-Anne-de-Bellevue RFC | -           | -                        |
| 2013   | Ste-Anne-de-Bellevue RFC | -           | -                        |
| 2014   | Montréal Irish RFC       | -           | -                        |
| 2015   | Montréal Irish RFC       | Round-robin | Ste-Anne-de-Bellevue RFC |
| 2016   | -                        | Round-robin | -                        |